# Platyplectrus nigrifemur
Platyplectrus nigrifemur är en stekelart som först beskrevs av Girault 1913.  Platyplectrus nigrifemur ingår i släktet Platyplectrus och familjen finglanssteklar. Inga underarter finns listade i Catalogue of Life.